# Web of Science
Web of Science（ウェブ・オブ・サイエンス）は、クラリベイト・アナリティクス（旧：トムソン・ロイター）により提供されている世界最大級のオンライン学術データベースである。信頼できる学術誌を厳選して収録し、世界7,300以上の研究機関で利用されているほか、政策決定や大学ランキングにも採用されている。

## 概要
自然科学、社会科学、人文科学の全分野における主要論文誌、総計約21,000誌の情報がカバーされている（Core Collectionのみの場合。全ファイルでは34,000誌 [2019年11月現在]）。また、ジャーナルインパクトファクター付与誌を100％収録している（ジャーナルインパクトファクターの計算根拠でもある）。
以下の５種類の引用データベースと、２種類の化合物データベース、そして１種類の会議録引用データベースを提供している。
- Science Citation Index Expanded (SCIE) --1900-現在
- Social Sciences Citation Index (SSCI)（英語版）--1900-現在
- Arts & Humanities Citation Index (A&HCI)（英語版）--1975-現在
- Emerging Sources Citation Index（英語版） (ESCI) --2005-現在
- Index Chemicus --1993-現在
- Current Chemical Reactions（英語版）  --1985-現在
- Conference Proceedings Citation Index（英語版） --1990-現在
- Book Citation Index（英語版） --2005-現在

引用データベースは、各分野の論文により引用された文献の情報を提供している。例えば、このデータベースは以前に出版されている文献を引用している論文を見つけるために利用することができる。また、論文のタイトルや内容、著者、研究機関、助成金提供機関などから検索することも可能である。
2種類の化学データベースは、化学構造を描画することによって化合物やその反応を探すために利用することができる。
Web of Science の使用には、クラリベイト・アナリティクスから大学や企業の研究機関などに与えられるライセンスが必要である。